# محافظة بامينغوي بانغوران
محافظة بامينغوي بانغوران هي محافظة في جمهورية أفريقيا الوسطى، بلغ عدد سكانها 43٬229  نسمة، في 2003، عاصمتها نديلي، تبلغ مساحتها 58٬200 كيلومتر مربع.

## الموقع
تشترك في الحدود مع:
- محافظة فاكاجا
- محافظة أواكا
- محافظة هوت-كوتو
- نانا-جريبيزي.